# Rekonstruktionismus
Der Rekonstruktionismus ist eine betont progressive Strömung des Judentums, die dieses in einer ständigen Weiterentwicklung sieht. Die Bewegung wurde in den 1930er Jahren durch den US-amerikanischen Rabbiner Mordechai Menahem Kaplan begründet. Ihr gehören weniger als 1 % der Juden weltweit an, vorwiegend in den USA.

## Charakterisierung, historische Herkunft
Der Rekonstruktionismus ist aus dem Konservativen Judentum hervorgegangen und war zunächst eine Strömung innerhalb der konservativen Bewegung. Ein rekonstruktionistisches Rabbinerkolleg existiert seit 1968.
Der Dachverband der rekonstruktionistischen Gemeinden in den USA ist die Jewish Reconstructionist Federation, gegründet 1955. Sie umfasst etwa 100 Gemeinden und Gruppen.
Für den Rekonstruktionismus ist das jüdische Religionsgesetz, die Halacha, wie auch das Judentum in seiner Gesamtheit, einer Fort- und Weiterentwicklung unterworfen. Wird die Halacha durch das konservative Judentum neu ausgelegt, so kann innerhalb des Rekonstruktionismus dieses Gesetz im Allgemeinen immer wieder neu hinterfragt werden.

## Inhalte
In Anlehnung an Mordecai Menahem Kaplan betrachtet die rekonstruktionistische Bewegung das Judentum nicht nur als Religion, sondern als „sich weiterentwickelnde religiöse Zivilisation“. Das umfasst nicht nur rituelle, sondern alle Lebensbereiche und Aspekte menschlichen Lebens: Geschichte, Literatur, Kunst, Musik, Land und Sprache.
Das Judentum sei, als Produkt menschlicher Entwicklung, durch verschiedene Phasen gegangen, die jeweils die Bedingungen widerspiegelten, unter denen es sich weiterentwickelte. Es wird kein göttliches Eingreifen angenommen, sondern formuliert, dass die Tora nicht durch göttliche Offenbarung zu den Menschen gekommen sei, wie es etwa das orthodoxe Judentum postuliert. Auch heute gehe diese Entwicklung weiter und müsse den sich ändernden Bedingungen Rechnung tragen. Jede Generation habe das Recht und die Verpflichtung, die Tradition zu studieren und dann neu zu formulieren.
Vielschichtigkeit besteht in der Frage nach Gott. Für einen Teil der Bewegung gibt es keinen persönlichen Gott. In seinen frühen Werken schrieb Kaplan, Gott sei die Summe aller Prozesse der Natur, die es dem Menschen erlaube, sich selbst zu verwirklichen. In späteren Werken spricht Kaplan von Gott als ontologischer Realität. Er existiere auch unabhängig davon, was der Mensch glaube. Innerhalb der rekonstruktionistischen Bewegung begegnet man nicht nur diesen beiden Sichtweisen.

## Ritus
Auch wenn nur 3 % aller Juden der USA zum „reconstructionist movement“ gehören (im Jahr 2013 gab es 65.000 Mitglieder), leistete die Bewegung in einigen Bereichen Pionierarbeit, z. B. bei der Liturgie. Sie war die erste, die geschlechtergerechte Liturgie entwarf und Gott nicht ausschließlich mit männlichen Attributen bezeichnete.

## Reconstructionist Rabbinical College

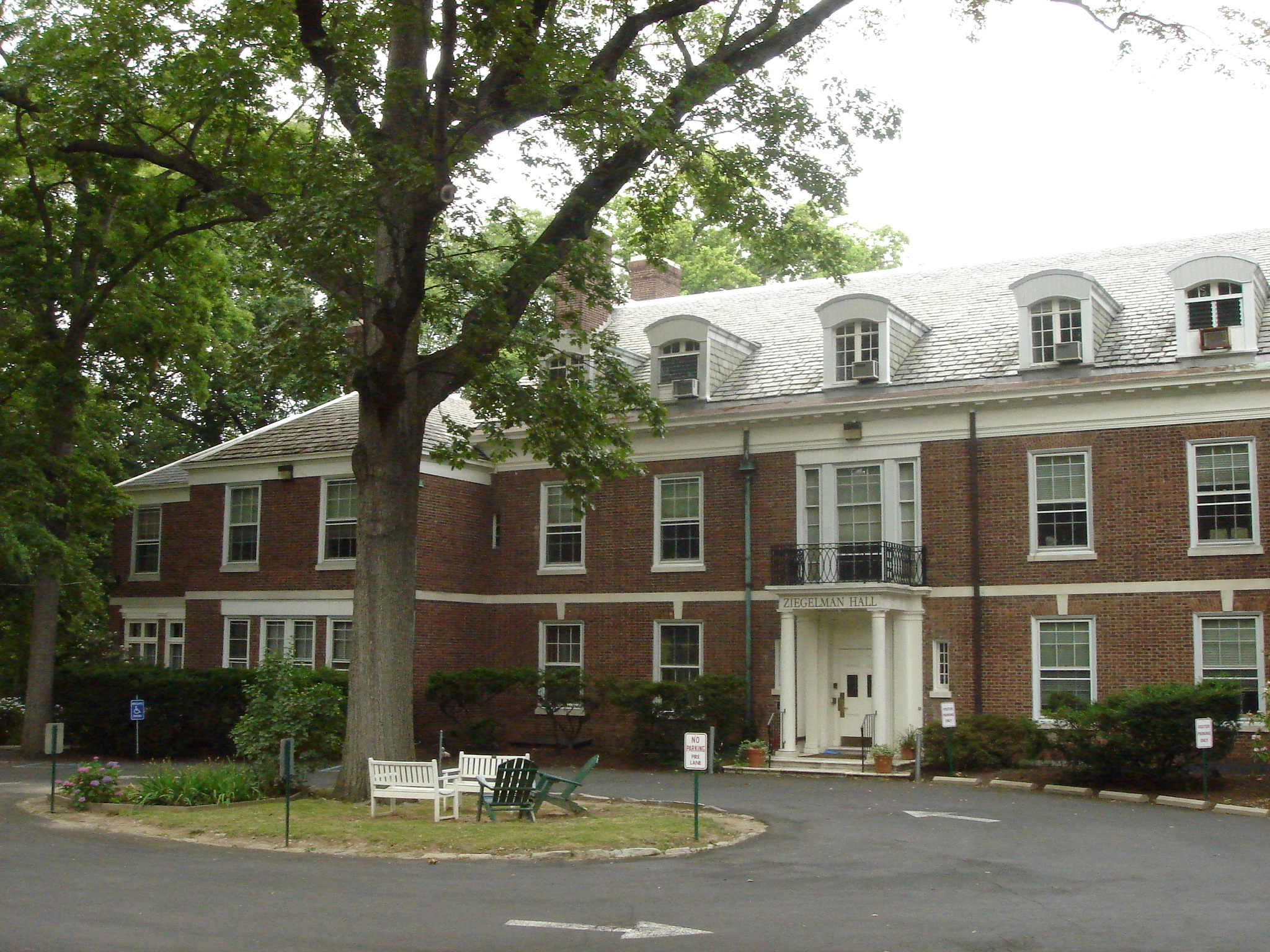
Ziegelman Hall, Hauptgebäude des RRC in Wyncote, PA

Seit 1968 werden am Reconstructionist Rabbinical College (RRC) in Wyncote, Pennsylvania, Rabbiner und Rabbinerinnen ausgebildet. Frauen steht dort die Ordinierung zur Rabbinerin seit 1972 offen. Als erste Absolventin wurde 1974 Sandy Eisenberg Sasso ordiniert.
2022 wurde mit Ármin Langer der erste in Deutschland geborene Rabbiner dort ordiniert.

## Reconstructionist Rabbinical Association
1974 wurde die Reconstructionist Rabbinical Association gegründet. Sie ist der Berufsverband der rekonstruktionistischen Rabbiner und hat über 300 Mitglieder. Die Organisation hat ihren Sitz ebenfalls in Wyncote, Pennsylvania.

## Statistik
Von den rund 15 Millionen Juden weltweit leben ca. sechs Millionen in den USA. Von diesen bekennen sich 6 % zum orthodoxen Judentum, 35 % zum konservativen Judentum, 38 % zum Reformjudentum; 2 % zählen sich zum rekonstruktionistischen Judentum, der Rest gehört zu keiner dieser Strömungen.

## Entstehungsgeschichte
Mit der Gründung einer Gemeinde in New York 1922, der Society for the Advancement of Judaism, begann die Geschichte des Rekonstruktionismus als jüdische Erneuerungsbewegung. Kaplan, seit 1909 Dekan am renommierten Jewish Theological Seminary (bis 1963), gründete mit Anhängern, Studenten und Rabbinern 1928 eine eigenständige Gruppe innerhalb der konservativen jüdischen Strömung, die ein Reconstructionist Council konstituierte.
Den ausgefeilten theoretischen Unterbau der sich formierenden, entwickelnden rekonstruktionistischen Strömung lieferte Kaplan 1934 mit seinem Buch Judaism as a Civilization. Er formulierte Reformationen der jüdischen Theologie, der jüdischen Philosophie, der Bräuche und des Gemeindelebens.
Seit 1935 entstanden überall in den USA rekonstruktionistische Clubs, ein Verlag wurde gegründet und im selben Jahr erschien das Gemeindeblatt The Reconstructionist Magazine zur Kommunikation rekonstruktionistischer Positionen.
1940 gründete Kaplan die Reconstructionist Foundation, deren Mitgliedschaft progressiven Rabbinern offenstand, sowie allen jüdischen Laien, ohne eine Spaltung vom konservativen Judentum zu beabsichtigen.
Die später publizierten Bücher zeichneten weitere wichtige Stationen der Entwicklung des Rekonstruktionismus als eigenständige Strömung innerhalb des Judentums auf, denn bis dahin war die rekonstruktionistische Strömung Teil der konservativen gewesen.
1941 gab Kaplan gemeinsam mit seinem Schwiegersohn Ira Eisenstein und mit Eugene Kohn eine neue rekonstruktionistische Fassung für den Seder zum Pessachfest, The New Haggadah, heraus.
1945 gaben Kaplan, Eisenstein, Kohn und Milton Steinberg eine neue Fassung des Sabbath Prayer Book heraus. Dies führte zu einigem Aufruhr, u. a. verbrannten einige ultraorthodoxe Rabbiner dieses Gebetbuch und schlossen Kaplan als Häretiker und Apostat aus dem Judentum aus, was jedoch bloß ein symbolischer Akt war, der keinerlei Auswirkungen auf Kaplan hatte, er war kein Mitglied einer ultraorthodoxen Gemeinde.
Erst 1959 folgte mit der Gründung der Fellowship of Reconstructionist Congregations durch Rabbiner Ira Eisenstein die Abspaltung von der konservativen Strömung. Jüdischen Gemeinden stand daraufhin die Mitgliedschaft offen und sie konnten sich rekonstruktionistisch deklarieren, ohne der konservativen Bewegung anzugehören. Heute heißt die rekonstruktionistische Bewegung Jewish Reconstructionist Federation.
2003 wurde eine rekonstruktionistische Jugendbewegung namens Noʿar Hadash gegründet. Mit dieser Jugendbewegung wurde zudem ein rekonstruktionistisches Ferienlager organisiert. Seit 2005 hat das Ferienlager einen festen Sitz in den Pocono-Bergen (Pennsylvania). Außerhalb des Sommers dient das Grundstück für Konferenzen anderer rekonstruktionistischer Bewegungen und Gemeinden.